# Geranium palmatipartitum
Geranium palmatipartitum är en näveväxtart som först beskrevs av Heinrich Carl Haussknecht och Reinhard Gustav Paul Knuth, och fick sitt nu gällande namn av Carlos Aedo. Geranium palmatipartitum ingår i släktet nävor, och familjen näveväxter. Inga underarter finns listade i Catalogue of Life.